# والکرن
والکرن (به انگلیسی: Walkern) یک روستا و محله مدنی در بریتانیا است که در East Hertfordshire واقع شده‌است. والکرن ۱٬۵۴۱ نفر جمعیت دارد.